# Glaucostegus cemiculus
Glaucostegus cemiculusは、ノコギリエイ目に属するエイの一種である。

## 形態
背面は一様な茶色、腹面は白い。吻には黒い斑点があり、特に幼体ではよく目立つ。同所に分布するコモンギターフィッシュとはよく似るが、本種は眼が小さいこと、吻部の隆起線が細いこと、鼻孔前方の襞が短く、後鼻弁も短いことが特徴である。両種共に眼の内側、肩部、脊椎、尾に沿って短い棘を持つが、本種においてはそれほど明瞭でない。最大で265センチメートルになる。

## 分布
東大西洋の、北はポルトガルから南はアンゴラまでの範囲に分布する。地中海の南部と東部にも分布し、黒海からも記録がある。水深100メートル以浅の大陸棚上に生息する。

## 生態
砂泥底上をゆっくりと泳ぎ回り、甲殻類、イカ、貝などを食べる。セネガルでは雄150センチメートル、雌163センチメートル、チュニジアでは雄100センチメートル、雌113センチメートルで性成熟することが報告されている。無胎盤性の胎生で、卵黄を使い切った胎児は母体が分泌する子宮乳によって成長する。産仔数はセネガルにおいて4-6、チュニジアではそれより多い。妊娠期間は5-8か月。セネガルでは冷涼な時期には胚を休眠させることが知られているが、チュニジアではそのような報告はない。

## 保全状況
成熟個体は特定の時季に沿岸に集まり、交尾、出産を行う。繁殖力は低く漁業活動に対し脆弱である。沿岸漁業で捕獲されるほか、エビ漁業においても混獲され、肉や鰭が利用される。かつてはコモンギターフィッシュと共に地中海北部やバレアレス諸島にも多数生息していたが、現在では見られない。アフリカ沿岸でも漁獲量は減っていると見られるが、十分なデータはない。